# Smerinthulus perversa
Smerinthulus perversa es una especie de polilla de la  familia Sphingidae. Se conoce que vuela en Taiwán, Nepal, India norte oriental, norte de Myanmar, al sur oeste y sureste de China y Tailandia.
Su envergadadura alar va de 62 a 90 mm. Es similar a Smerinthulus dohrni pero tiene una banda postdiscal negruzca y sombría en la parte superior de las alas traseras. 

## Sinonimia
- Cypa perversa (Rothschild, 1895)
- Smerinthulus doipuiensis (Inoue, 1991)

## Subespecie
- Smerinthulus perversa perversa (Nepal, India al norte oriental, del norte Myanmar, China sur occidental y Tailandia).[1]
- Smerinthulus perversa flavomaculatus Inoue, 1990 (Taiwán).[2]
- Smerinthulus perversa pallidus Mell, 1922 (Sur de China).[3]